# Боуэн, Норман Леви
Но́рман Ле́ви Бо́уэн (англ. Norman Levi Bowen; 21 июня 1887, Кингстон, Онтарио, Канада — 11 сентября 1956, Вашингтон, США) — американский геолог и петрограф.
Член Национальной академии наук США (1935). Президент Американского минералогического общества (1937). Президент Американского геологического общества (1946).

## Биография
Родился в Кингстоне (Канада) 21 июня 1887 года в семье Уильяма Альфреда Боуэна, урождённого лондонца, переселившегося в Канаду, и был младшим ребёнком в семье.
Первоначальное образование получил в Канаде. С 1912 по 1937 год проводил экспериментальные исследования в геофизической лаборатории Института Карнеги в Вашингтоне, опубликовав в 1928 году фундаментальный труд Evolution of the Igneous Rocks (рус. «Эволюция изверженных пород»), заложивший основу для геофизического и геохимического изучения минералов.
В 1937—1947 годах был профессором Чикагского университета, затем вернулся в Институт Карнеги.

## Научная деятельность
Более всего Боуэн известен своими исследованиями силикатных физико-химических равновесий.
Он является первооткрывателем «реакционного принципа», подразумевающего приобретение продуктом силикатного расплава при дальнейшем охлаждении нового химизма с образованием новых фаз или соединений или в пределах той же самой кристаллической фазы, что происходит вследствие его реакции с остаточной жидкостью (кристаллизационный ряд Боуэна).
Также выдвинул теорию общего развития магматизма на Земле, которое, как он считал, происходит от перидотитов к габбро-базальтам и затем к гранитам.

## Награды, признание
В 1941 году был награждён медалью Пенроуза.
В 1950 году награждён медалью Волластона от Лондонского геологического общества.
В 1946 году стал иностранным членом академии Леопольдина, в 1951 — Национальной академии деи Линчеи. Иностранный член Лондонского королевского общества (1949).

## Память
Его именем названа премия, вручаемая ежегодно Американским геофизическим союзом.
Лунный кратер Боуэн-Аполлон назван в честь Нормана Боуэна.

## Семья
Женился на Мери Ламонт в 1911 году, от которой родилась дочь Катерина.